# Josef Ospelt
Josef Ospelt (9 de janeiro de 1881 – 1 de junho de 1962) foi um político de Liechtenstein que serviu como primeiro-ministro de Liechtenstein de 1921 a 1922.

## Biografia
Josef Ospelt, filho de Julius e Mary (sobrenome de solteira Seger), nasceu em Vaduz em 9 de janeiro de 1881. Depois de frequentar uma escola rural em Vaduz, ele começou a trabalhar como conselheiro do governo sob o governador de Liechtenstein, Carl von In der Maur.
Após a morte de Maur, em 11 de dezembro de 1913, ele assumiu as funções de governador de forma provisória em nome de João II até a nomeação do novo governador, Leopold Freiherr von Imhof, em abril de 1914. Em 1918, Ospelt foi um dos membros fundadores do Partido Cívico Progressista e mais tarde foi eleito presidente e gerente de longa data do jornal Liechtensteiner Volksblatt.

## Primeiro-ministro de Liechtenstein

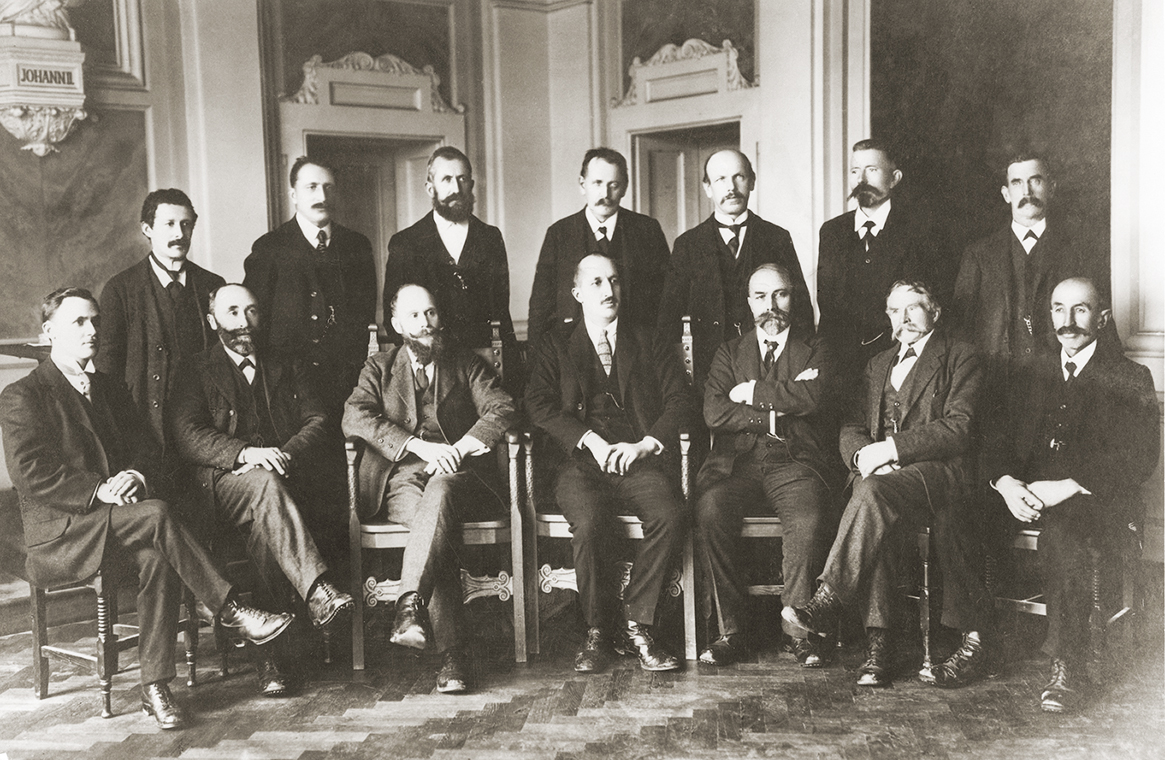
Ospelt (terceiro da esquerda na frente) como primeiro-ministro com membros do Landtag, 1921

Após a renúncia de Josef Peer em março de 1921, Ospelt foi nomeado por Johann II como governador sob a recomendação de Peer e do Landtag de Liechtenstein, uma vez. Ele desempenhou um papel fundamental na revisão constitucional do Liechtenstein, que era exigida desde o golpe de Estado de novembro de 1918. Ele foi membro do comitê consultivo para a elaboração da constituição e co-assinou, junto com o príncipe Carlos Aloísio de Liechtenstein, a constituição de Liechtenstein em 5 de outubro de 1921.
De acordo com a nova constituição, o cargo de governador foi sucedido pelo primeiro-ministro de Liechtenstein e Ospelt, sob recomendação do Landtag, foi nomeado por João II para servir como o primeiro primeiro-ministro em 23 de março de 1921, sob o gabinete de Josef Ospelt, tornando-o o primeiro chefe oficial de governo de Liechtenstein.
Ospelt renunciou em 27 de abril de 1922, supostamente por motivos de saúde, mas o motivo real foi amplamente considerado devido à vitória do Partido Popular Social Cristão nas eleições gerais de Liechtenstein em 1922. Ele foi temporariamente sucedido pelo seu vice, Alfons Feger, como primeiro-ministro interino. Sob o governo sucessor de Gustav Schädler, Ospelt enfrentou críticas em seu mandato devido aos seus laços com João II e o ex-governador Josef Peer. Ele se defendeu em inúmeras publicações no Liechtensteiner Volksbatt.

## Vida posterior

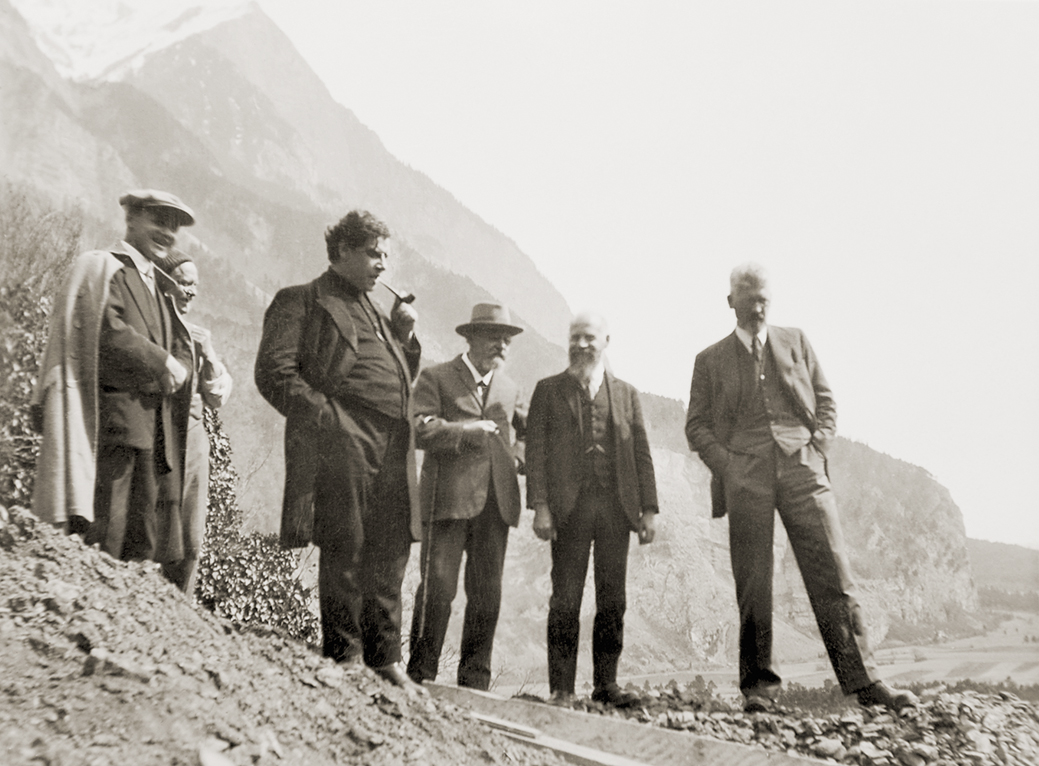
Ospelt (segundo da direita) com outros membros do conselho da Associação Histórica de Liechtenstein no local de uma escavação em 1933

Após sua renúncia como primeiro-ministro, ele se mudou com sua família para Viena. De 1918 a 1922, atuou como tesoureiro e administrador do domínio real. Depois de 1922, ele fundou uma agência jurídica e de seguros em Vaduz. Em 1925, ele foi representante do Zurich Insurance Group. Após a nova agitação política em 1928, Ospelt ocupou vários cargos públicos. Ele foi um dos membros fundadores da Sociedade Histórica de Liechtenstein, que dirigiu de 1928 a 1955 como presidente e durante muitos anos no Conselho dos Vinicultores de Vaduz. De 1930 a 1932, ele serviu como membro do Landtag de Liechtenstein.
Ele foi membro fundador da Associação Histórica do Principado de Liechtenstein em 1901 e membro do conselho de 1918 a 1950. Durante esse período, ele contribuiu significativamente para as publicações da associação e conduziu sua própria pesquisa, publicando 24 artigos. Além disso, ele organizou escavações arqueológicas no país durante a década de 1930 e a preservação de documentos de Liechtenstein a partir de 1942. Ele foi um colaborador do Museu Nacional de Liechtenstein, inaugurado em 1954.

## Vida pessoal

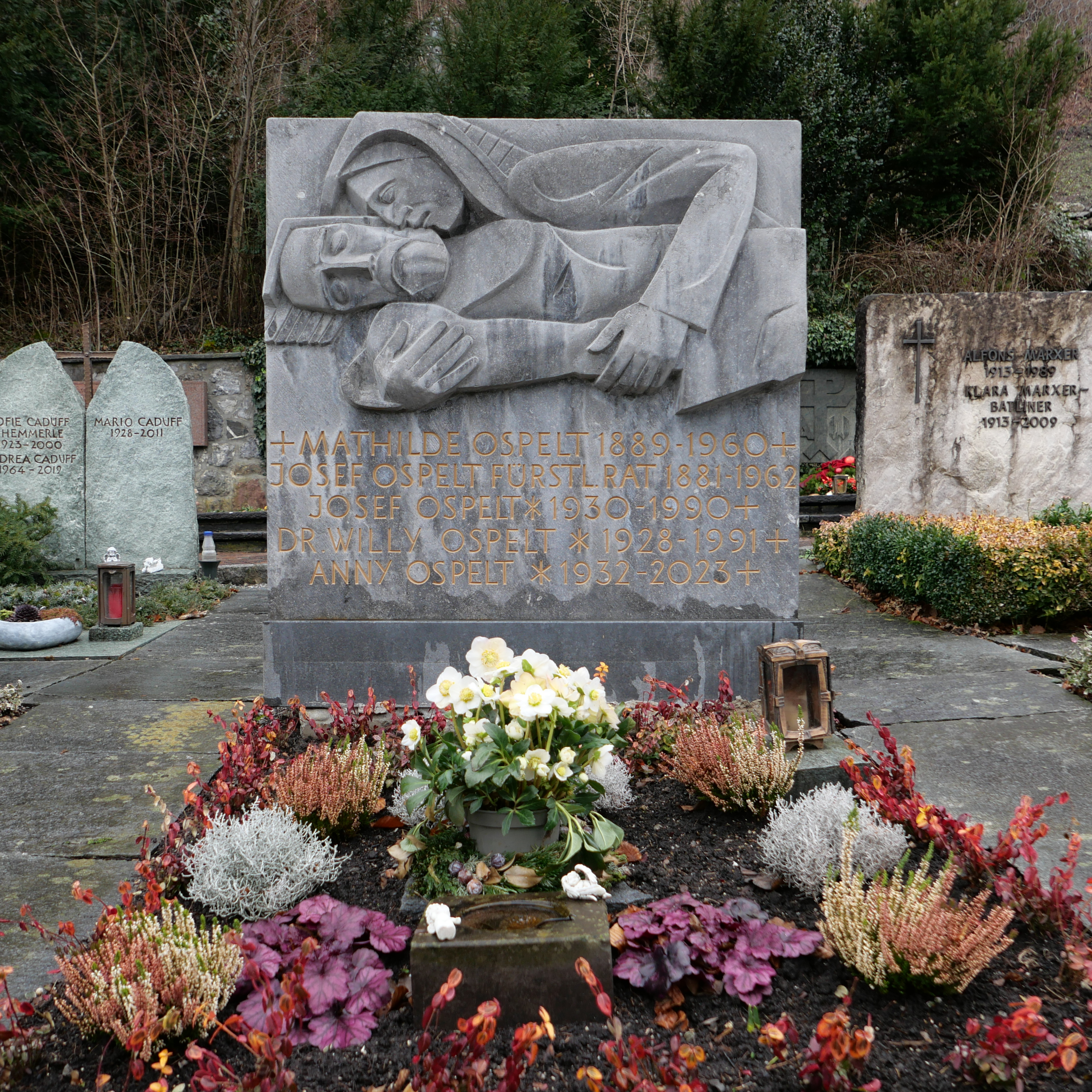
O túmulo da família em 2024

Ospelt casou-se com Mathilde, nascida Ospelt (25 de maio de 1889 – 16 de abril de 1960), em 2 de outubro de 1916 e tiveram quatro filhos juntos.
Ele morreu em 1 de junho de 1962 em Vaduz, aos 81 anos. Ele foi enterrado no cemitério da cidade junto com sua esposa.

## Honras
- Liechtenstein: Comendador da Ordem do Mérito do Principado de Liechtenstein (1937)[16]
- Vaticano: Cavaleiro da Ordem do Santo Sepulcro (1949)[16]